# Хотел Национал (Пирот)
Хотел Национал је зграда некадашњег хотела у центру града Пирота на углу улица Српских владара и Војводе Степе. Овај хотел је грађен између 1881. и 1883. године а у изградњу гостионице су уложили капитал Најдан Мијалковић и Алекса Христић. Пре Другог светског рата, ово је био једини репрезентативни хотел у Пироту.

## Историјат
Гостионица Национал је почела са радом 1884. године међутим није познато да ли су ортаци купили земљиште на којем су изградили зграду или је оно већ било њихово власништво.
Национал је зидан као приземна угаона зграда са великом кафанском салом и хотелом који је имао више спаваћих соба и једну летњу башту. Крило зграде у улици Српских владара је краће док је крило као улици Војводе Степе трипут дуже.
Улаз у гостионицу је био на угаоном делу који је спајао оба крила зграде. Изнад улазних врата се налазио назив гостионице хотел Национал. На краћој страни зграде направљена је надстрешница. Ова кафана је важила за господску кафану која је била намењена елити. Сељаци су врло ретко свраћали јер нису могли себи приуштити храну и преноћиште. Главна кафанска сала је огромна, под се састојао од дрвета, а кафански намештај се састојао углавном од дрвених столице и столова. Међутим у гостионици није било тоалета и купатила. Тек почетком 20. века је гостионица добила струју и воду.
Бранислав Станојевић дописник новосадског часописа Браник је био одушевљен боравком у гостионици где је написао: Хвале Швајцарске и Немачке хотеле да су они вероватно јефтини. Нисам искусио али не могу да верујем да у читавој Европи има јефтинијег хотела са бољом кухињом и брзом послугом него што је пиротски хотел Национал. За ручак смо имали говеђу чорбу, зеље, печење, тесто, црну кафу и вино. Разумите ме добро, од свега тога не доста, већ много и такав ручак од особе је динар и по. Ко не верује нек иде у Пирот па ће видети. 
Од 1897. до 1903. године су власници Национала издали у закуп целу гостионицу кафеџији Лазару Грујићу.

### 20. век
После 1903. године посао хотелијерства у гостионици су преузели Петар Христић и браћа Мијалковић: Душан и Љубомир. У том периоду су увели први телефон у Пироту баш у гостионици. Такође су и отворили први биоскоп у десном крилу гостионице.
Сала овог хотела је била једна од најпознатијих простора у граду за одржавање разних забава и прослава. Омладински клубови и политичари су држали састанке у Националу.
После великог рата закупац хотела је био човек по имену Сотир. А за време рата штаб друге армије на челу са Степом Степановићем је био смештен управо у овој гостионици. Углавном су га људи виђали самог и само је Сотир седео са њим док му је носио кафу или неко друго послужење.
Национал је радио и за време Бугарске окупације у Великом рату и зачудо, Бугари нису хтели да се промени назив гостионице али су презимена власника морала да се бугаризују. Зато је хотел носио назив: Хотелъ Националъ на Христовъ и Миялковъ. На дочеку савезничке француске војске у град приликом ослобођења гостионица Национал је била домаћин великог ручка за команданте и официре. Кафана је била украшена пиротски ћилимовима и фотографијама породице Карађорђевић. Први већи догађај који се одиграо у Националу је био велики радни збор пиротских радника 1919. године током првомајских празника.
После рата су браћа Мијалковић нашли нове партнере у вођењу посла: Светозара Костића и Владимира Ђорђевића. Петар Христић је погинуо у рату а његова малолетна деца нису могла да воде посао те су зато Мијалковићи морали да нађу нове ортаке. Нови реновирани хотел је отворен 26. децембра 1926. године. На позивници за тај догађај је и даље стајало Христић-Мијалковић те се закључује да они нису до тада решили све правно имовинске проблеме. 
Нова зграда хотела је била другачија, пре свега због куполе од метала која је била постављена на ризолит зграде. Првог спрата се издваја балкон са тешком каменом оградом. Изграђена и нова зграда која је стајала поред хотела и која је служила за биоскоп и позоришну салу. Због огромног простор који је имао хотел Национал, Пиротска ћилимарска задруга је закупила део простора за своје потребе.
Браћа Мијалковић су убрзо банкротирали због нагомиланих пређашњих дугова а њихови ортаци су продали део хотела Задрузи. За време стечајног периода 1929. године хотел је радио а за пословођу је био постављен Љубомир Павловић.
За овај хотел се везује један трагичан догађај. Дана 3. марта 1930. године тројица Бугара су извршила напад бомбама на цивиле предвођеним Асеном Николовим. Тада су две бомбе убачене и у хотел Национал а две на улицу. У том догађају је рањен конобар Љубомир Стевановић. Починиоци овог дела никада нису ухваћени. Сумња се да је овај напад био бугарски бунт на чињеницу да је царибродски и босилеградски срез припојен Краљевини СХС 1919. године.
Хотел се налазио у власништву државних хипотекарне банке и Пиротске задруге у периоду 1931-1933. Касније власник хотела постаје Петар Манчић, трговца који је већ имао електро-техничку радњу. У Националу је отворио продавницу у којој је продавао технику али је и даље биоскоп наставио да ради. То је био први тон биоскоп у Пироту. Тада је Национал постао место који је нудио грађанима одличан и квалитетан музички, филмски и позоришни репертоар. Биле су популарне и вечерње забаве где су људи носили свечана одела, беле рукавице, глок сукње кратке и дугачке.
У ресторану Национал се увек добро јело и јеловник се ретко када мењао. Увек је на менију била чорба, говеђи умокци, печење, салата, и тесто. Такође су се на менију налазили и бифтек са јајетом, говеђи гарниран филе, бечка шницла, говеђа шницла, рамстек поховани мозак са јајетом, хајдучки ћевап, розбратна са луком, омлет са шунком, сиреви... Сва су јела било послуживана на сребрном посуђу и сваки комад есцајга је на полеђини има ознаку хотел Национал Пирот.
Први боксерски меч у Пироту је одржан у Националу, улаз је био бесплатан а борили су се Душан Ваћатија Пироћанац и Часлав Николић из Београда. Пироћанац је био бољи.
У великој сали Национала су биле организоване свадбе познатијих и имућнијих Пироћанаца. Таква је била на пример свадба Најдана Младеновића, сина Димитрија Младеновића - Мите Гаге, једног од оснивача фабрике Тигар. На свадби је било око 5000 званица.
Радним данима када није било никаквих забава гости су углавном седели испред, "гушили се димом од ћевапчића и слушали циганску музику. " 
Петар Манчић је умро у Софији док је био на пословном путу и посао је преузела његова супруга Донка. Добила је дозволу да може да точи алкохолна пића 1939. године. Како је почињао рат она је издала у закуп Национал Радету Ђорђевићу. За време рата Немци су користили просторије Национала, а после ослобођења хотел је нормално наставио са радом. Власница је и даље била Донка док је закупац био Драгиша Поповић.
После промене власти у Југославији Национал се национализовао. Наиме, сва имовина Манчића је ушла у процес национализације. Последњи догађај у хотелу је био састанак АФЖ-а 21. априла 1945. године. Овај догађај је у ствари послужио да се ухапсе чланови породице Манчић. Током састанка је дошло до прекида филма и Манчићи су оптужени да су хтели да саботирају састанак. Ухапшени су после овог догађаја и Донка и њена два сина. Зграда Национала је званично национализована фебруара 1946. године.
Касније је хотел реституцијом враћен својим правим власницима.
После реконструкције 2019. године, простор од око 1.500 квадрата добија пословну и комерцијалну намену. Међутим, фасада и спољни изглед хотела морају да остану очувани, јер су они заштићени планским документима.